# Régiakadémiatelep
Régiakadémiatelep est un quartier situé dans le 17e arrondissement de Budapest. 